# Chang Heng (månekrater)
Chang Heng er et nedslagskrater på Månen. Det befinder sig på Månens bagside og er opkaldt efter den kinesiske astronom Zhang Heng (78 – 132).
Navnet blev officielt tildelt af den Internationale Astronomiske Union (IAU) i 1970. 

## Omgivelser
Chang Heng-krateret ligger mindre end en kraterdiameter nordøst for den bjergomgivne slette Fleming.

## Karakteristika
Kraterranden er noget erodet, og der ligger et par små kratere langs den nordlige rand og små kratere langs de sydlige og østlige sider. I kraterbunden ligger et lille, koncentrisk krater med en diameter, som er omkring en trediedel af Chang Hengs.

## Satellitkratere
De kratere, som kaldes satellitter, er små kratere beliggende i eller nær hovedkrateret. Deres dannelse er sædvanligvis sket uafhængigt af dette, men de får samme navn som hovedkrateret med tilføjelse af et stort bogstav. På kort over Månen er det en konvention at identificere dem ved at placere dette bogstav på den side af satellitkraterets midte, som ligger nærmest hovedkrateret. Chang Heng-krateret har følgende satellitkratere:
| Chang Heng | Længde  | Bredde   | Diameter |
| ---------- | ------- | -------- | -------- |
| C          | 20,4° N | 114,0° Ø | 25 km    |